# Вторгнення США в Лівію (з 2015)
Вторгнення США в Лівію (2015–2019) (англ. American intervention in Libya (2015–present) — військова операція Збройних сил США, що проводилася в контексті військової кампанії низки країн проти Ісламської Держави на території Лівії. Інтервенція американських сил у Лівійський конфлікт розпочалася 13 листопада 2015 року на запрошення лівійського Уряду національної єдності проти воєнізованих груп Ісламської держави Іраку та Леванту у Лівії. Основною формою застосування збройних сил США було використання військової авіації шляхом завдавання повітряних ударів та атак дронів по визначених цілях ІДІЛ на підтримку урядових військ.

## Історія
13 листопада 2015 року нанесенням авіаудару по визначеній цілі у Дерні американські збройні сили започаткували свою участь у збройному конфлікті, що точиться у Лівії з 2011 року. Два американські винищувачі F-15E знищили найвищого командувача ІДІЛ у Лівії Абу Набіла аль-Анбарі. У січні 2016 року лівійська фракція ІДІЛ підтвердила факт смерті Абу Набіла в його панегірику.
Чиновники адміністрації Обами оцінювали новий план втручання США у протистояння в Лівії, який би поглибив військову та дипломатичну участь Сполучених Штатів, відкривши в такий спосіб черговий фронт у війні проти ІДІЛ. За словами вищих американських чиновників, розглядався варіант збільшення інтенсивності розвідувальних польотів над країною та збору відповідних розвідувальних даних — і навіть підготовка до можливих авіаударів та рейдів силами Сполучених Штатів та їхніх союзників. Наприкінці 1916 року американські сили спеціальних операцій провели низку зустрічей з різними лівійськими угрупованнями, налагоджуючи контакт і взаємодію щодо можливих спільних дій проти ІДІЛ.
19 лютого 2016 року американські бойові літаки завдали авіаудар по кількох цілях ІДІЛ у Лівії, у тому числі знищивши навчальний табір ІДІЛ та лідера екстремістів поблизу Сабрати.
1 серпня 2016 року американські пілотовані та безпілотні літаки, на прохання уряду Лівії, підтримуваного ООН, здійснювали масовану авіаційну підтримку наземних боїв за місто Сирт, в якому закріпилися кілька сотень бойовиків-ісламістів. Битва за Сирт точилася з 12 травня 2016 року, але з цього моменту офіційні представники США описали це як початок цілеспрямованої кампанії проти екстремістського угруповання в місті. Американці продовжували завдавати авіаудари по позиціях ІДІЛ у Сирті, всіляко сприяючи урядовим військам у розгромі терористичного угруповання. Африканське командування США забезпечувало загальне керівництво операцією, що стала відома як операція «Блискавка Одісея». Американські палубні штурмовики AV-8B «Харрієр» II 22-го експедиційного підрозділу морської піхоти, що діяли з універсального десантного корабля «Восп», завдавали систематичних ударів, одночасно використовувалися БПЛА. До 9 серпня США провели 28 ударів проти ІДІЛ в Лівії, причому більше половини ударів було завдано безпілотними летальними апаратами.